# Back Bay (Baddeck River)
Back Bay – zatoka (ang. bay) rzeki Baddeck River w kanadyjskiej prowincji Nowa Szkocja, w hrabstwie Victoria; nazwa urzędowo zatwierdzona 23 stycznia 1976.